# Dante Gabriel Rossetti

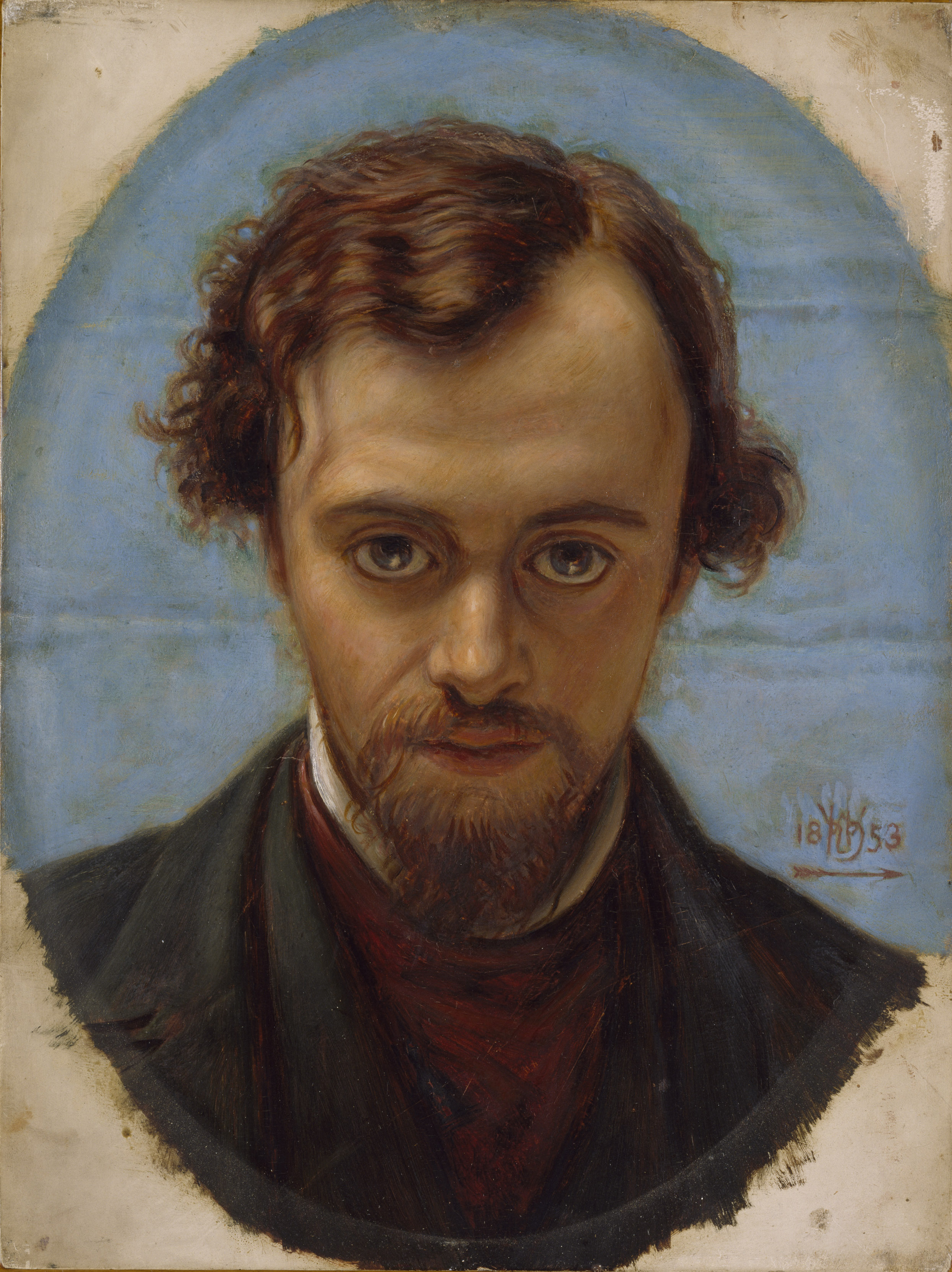
Dante Gabriel Rossetti, portrét od Williama Holmana Hunta

Lady Lilith, 1868

Dante Gabriel Rossetti (12. května 1828 Londýn – 9. dubna 1882, Birchington-on-Sea) byl anglický malíř a básník italského původu. Společně s E. Burne-Jonesem, J. E. Millaisem a W. H. Huntem patřil k hlavním představitelům společenství prerafaelitů.

## Životopis

### Mládí
Jeho matka byla dcerou italského emigranta Gaetana Polidoriho, přítele lorda Byrona. Jeho otec, Gabriela Pasquale Guisseppe Rossetti, se zabýval literaturou. Perzekvován pro svou politickou činnost, hledal útočiště v Londýně, kde získal místo profesora v King’s College.
Rossetti (plným jménem Dante Gabriel Rossetti) se narodil v Londýně. Rodina a přátelé ho nazývali Gabriel, ve svých publikacích však užíval jméno Dante. Vyrůstal ovlivněn italskou literaturou; především obdivoval Božskou komedii Dante Alighieriho, což se později výrazně projevilo v jeho díle. V devíti letech se zapsal do King's College v Londýně, kam chodil s velkou nechutí; poté se dostal do Sass’s Drawing Academy a v roce 1845 byl přijat do Antique School Královské akademie (Royal Academy). Tam se seznámil s E. Burne-Jonesem, J. E. Millaisem a W. H. Huntem, s nimiž v roce 1848 založil Bratrstvo prerafaelitů (společenství inspirované dřívějším uměním, především ranou renesancí patnáctého století a uměním středověku).

### Literární inspirace a umělecký projev
Jeho oblíbenou malířskou technikou byl akvarel. V literatuře mu byla blízká díla Danteho, Edgara Allana Poea a Williama Blakea. Illustroval díla Dantova, Shakespearova, Browningova nebo legendu o králi Artušovi.
V 50. letech maluje obrazy věnované především středověké tematice. V roce 1850 namaloval Zvěstování, vystavené posléze v National Institution Portland Gallery. U příležitosti výstavy vyzradil příteli Alexandrovi Munro význam písmen „P.R.B.“ Existence tajného bratrstva znamenala skandál a díla prerafaelitů začala být šmahem kritizována. Na jejich obranu vystoupil pouze John Ruskin.

### Múza

Dante Gabriel Rossetti, Persefona, 1874

V roce 1850 poznal Rossetti svou múzu a budoucí ženu Elisabethu Siddal. V té době vytvořil celou galerii ženských postav. Elisabeth se za něj provdala po bouřlivém předcházejícím vztahu v roce 1860 v chrámu St. Clement v Hastingsu. Po roce porodila mrtvou dcerku, následně upadla do depresí, které ji přivedly až k sebevraždě požitím velké dávky laudana. Malíře to těžce zasáhlo, do konce života trpěl nespavostí a opakovanými depresemi. V té době se v jeho díle objevuje především femme fatale s bohatými vlasy a smyslnými ústy.
V roce 1856 Rossetti přijal od Johna Seddona objednávku na retabulum pro katedrálu v Llandaff v Cardiffu a namaloval obraz Sémě Davidovo. Před jeho provedením olejovým barvami umělec namaloval verzi v akvarelu. Tento malý triptych patří k jeho nejlepším dílům. Stylem připomíná středověké umění, patrný je vliv, který na jeho vznik mělo benátské malířství 16. století.
V roce 1856 umělec pracuje na ilustrované edici Tennysonových básní vydaných Edwardem Moxonem. Umožnilo mu to prezentovat svou tvorbu širšímu okruhu odborníků, i když mu tyto ilustrace nepřinesly uznání.
V roce 1857 spolu s dalšími prerafaelity vystavil své práce na výstavě v Russel Palace a v následujícím roce v New Yorku. Tvoří i s jinými umělci, přijal zakázku na vytvoření fresek v stavbách Oxford Union. Společně se rozhodli představit řadu scén z knihy T. Malloryho Artušův odchod, práce však nebyla dokončena a po nějakém čase byla zničena z důvodu nezvládnuté techniky.
Koncem 60. let umělec vydělával ročně kolem 30 tisíc liber, těšil se popularitě a pravidelně prodával své obrazy. Kromě toho však i nadmíru pil alkohol a chloral, způsobující mu opakované halucinace. Jeho psychický stav se zhoršoval. V té době jeho oblíbenými modelkami byly Fanny Cornforth, Alexa Wilding i žena Williama Morrise, Jane Morris (Jane Burden).

### Spolupráce s fotografem
Rossetti spolupracoval s fotografem Johnem Robertem Parsonsem. Parsons umělci fotograficky dokumentoval jeho obrazy, ale je především známý sérií snímků, o které jej v létě roku 1865 Rossetti požádal. Je na nich Rossettiho múza a modelka Jane Morris. Během fotografování v zahradě a domě Rossettiů vzniklo osmnáct známých portrétů. Rossetti v průběhu relace přísně kontroloval nad pózami Morrisové, stejně jako dohlížel na oblečení, které nosila a předměty a nábytek, které byly při snímání a kompozici použity.
Podle historika umění Colina Forda nelze říci, do jaké míry Rossetti později fotografie při malování použil. Jeho dílo Reverie z roku 1868 je nepochybně podobné jednomu z fotografovaných snímků, ale také na jeho dalších portrétech jsou vidět podobnosti, a nejen na Morrisové, ale například také na pozdějších Rossettiho portrétech Alexy Wildingové. Rossetti nepoužil fotografie jako přesné studie, ale pravděpodobně hlavně jako nástroje pro vizualizaci některých póz a jako připomínku na dobu, kdy nebude mít svou modelku k dispozici.

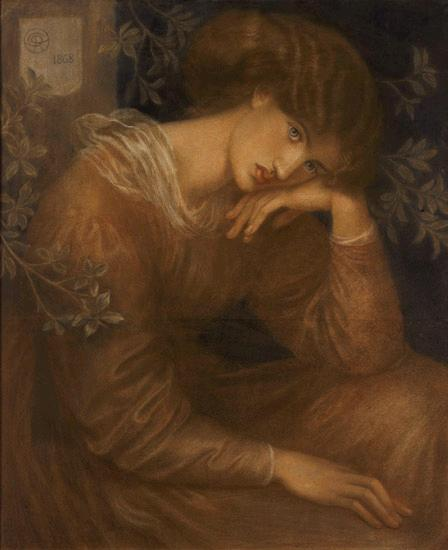
Reverie, modelka Jane Morris (Jane Burden)
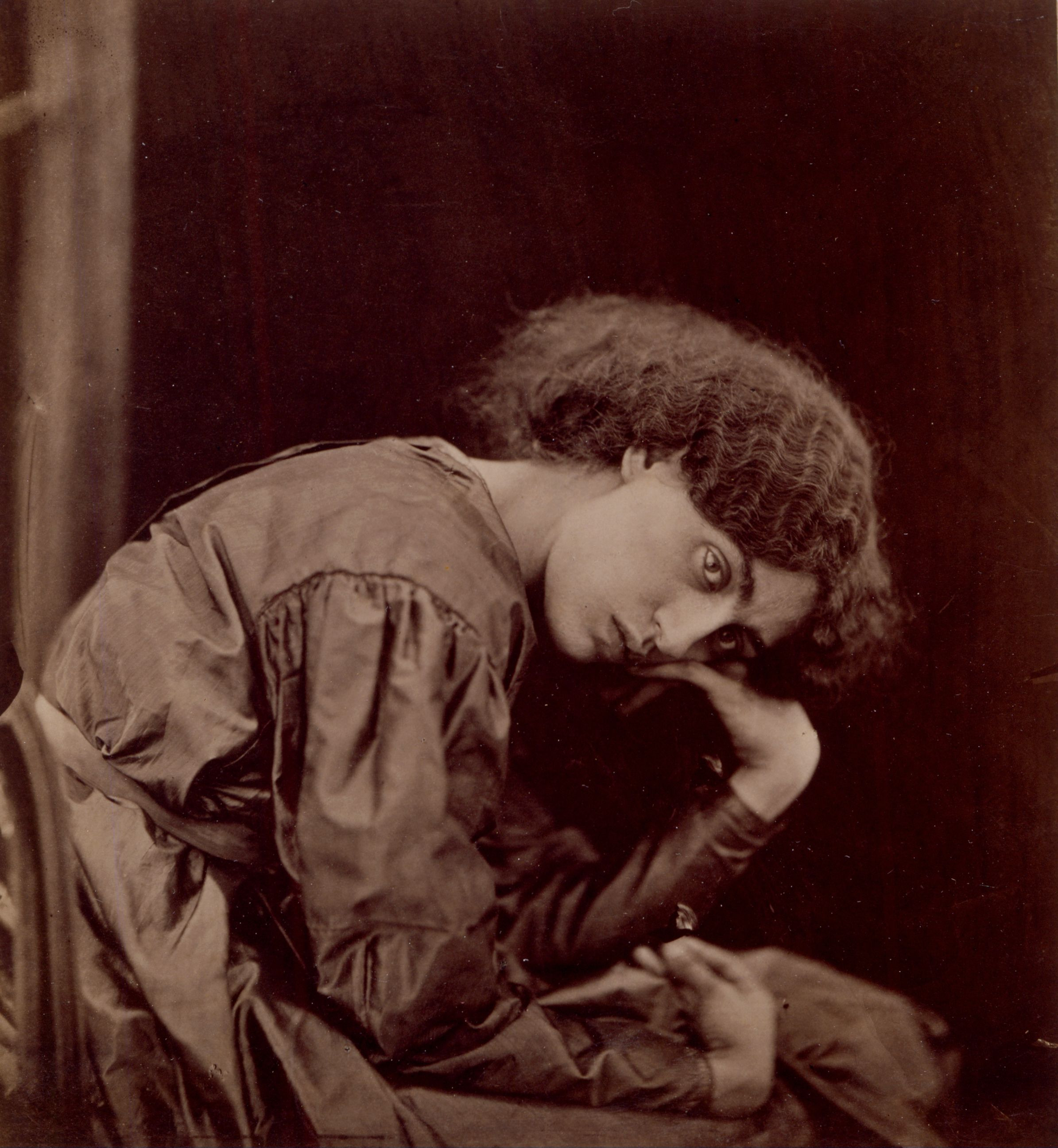
John Robert Parsons: fotografie Jane Morrisové, 1865

### Literární práce
První sbírku své poezie vydal v roce 1870 jako Poemy. Byly vloženy do rakve Lizzi, ale získal je zpět, když se rozhodl k exhumaci.
Mezi lety 1871 a 1874 pobýval s rodinou Morrisových v Kelmscott Manor. V říjnu 1871, kdy se jeho psychický stav zhoršil, což bylo způsobeno mimo jiné i kritikou jeho veršů, se prohloubila jeho předchozí mánie a podobně jako jeho žena se pokusil o sebevraždu laudanem.
Po návratu k malování v roce 1874 se stěhoval Cheyne Walk, kde pracoval současně na osmi obrazech inspirovaných postavou Persefony.
V roce 1879 se seznámil a spřátelil s Thomasem Hall Cainem, kterého považoval jak za žáka, tak za syna.
V roce 1881 vyšlo nové vydání jeho veršů Poems a publikována byla i jeho další díla ve svazku s titulem Balady a sonety.
Zemřel 9. dubna 1882.

## Galerie

Autoportrét, 1847
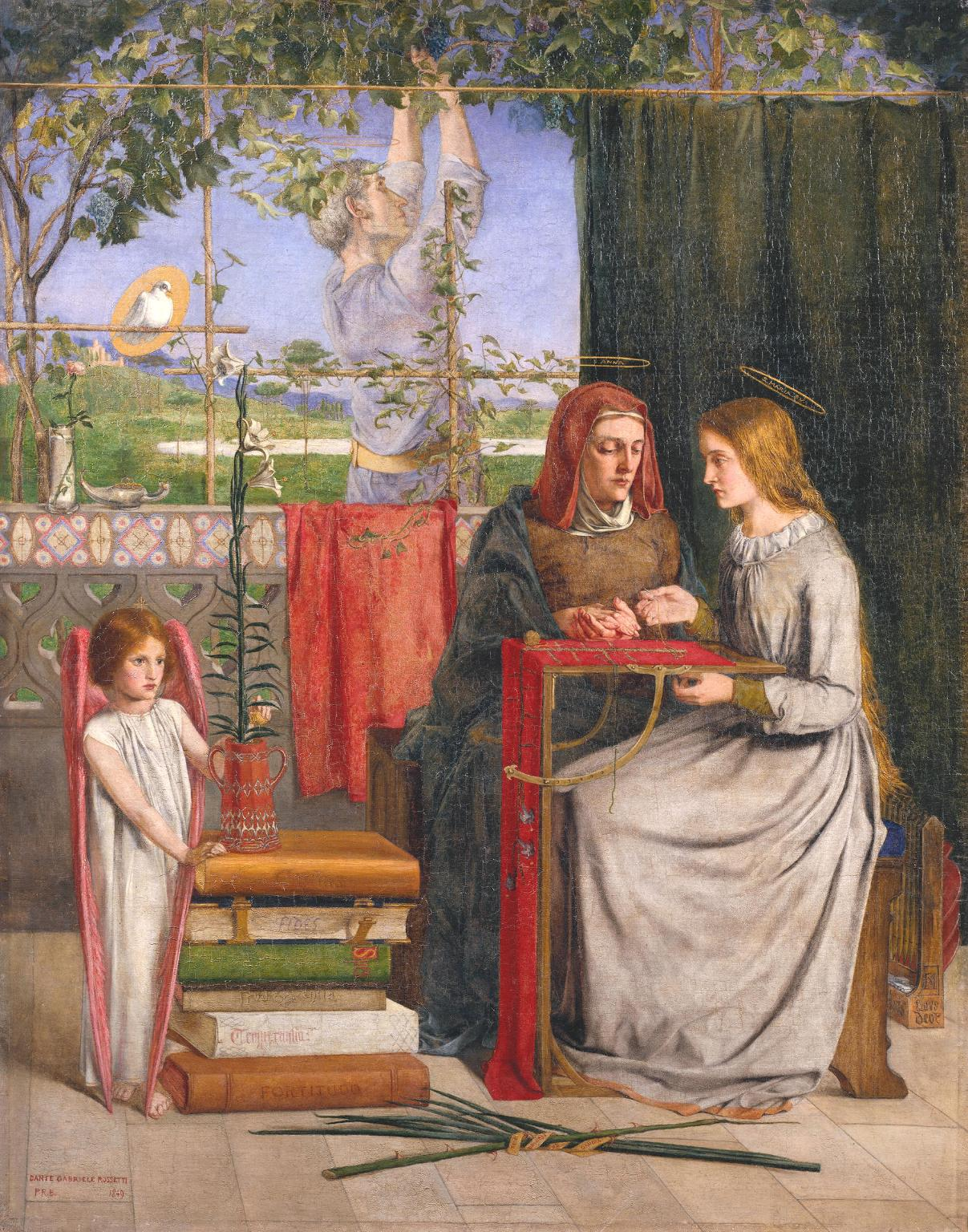
Dětství Panny Márie, 1848–1849
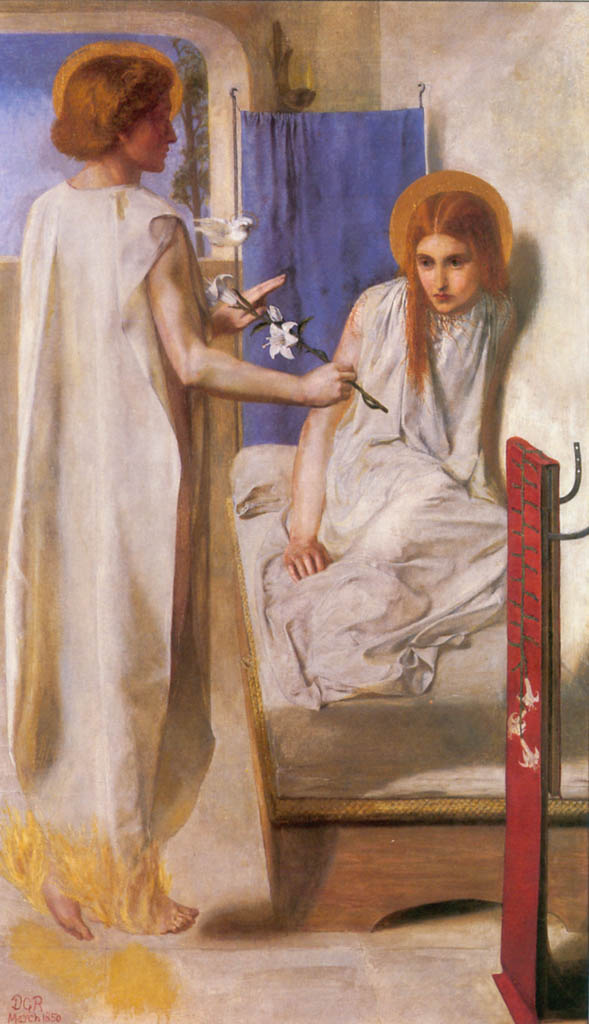
Hle služebnice Páně!, 1849–1850
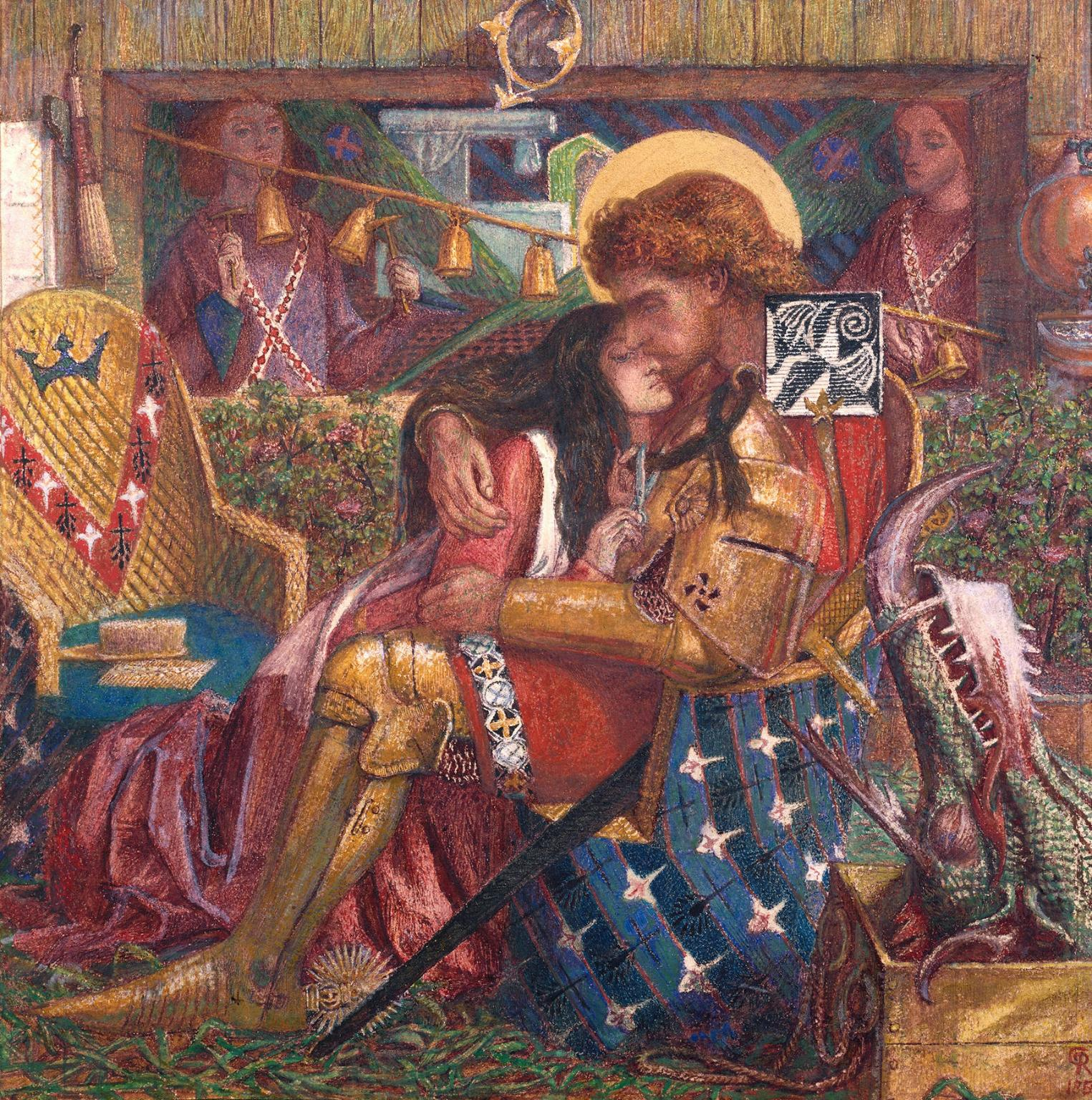
Svatba sv. Jiřího a princezny Sabry, 1857
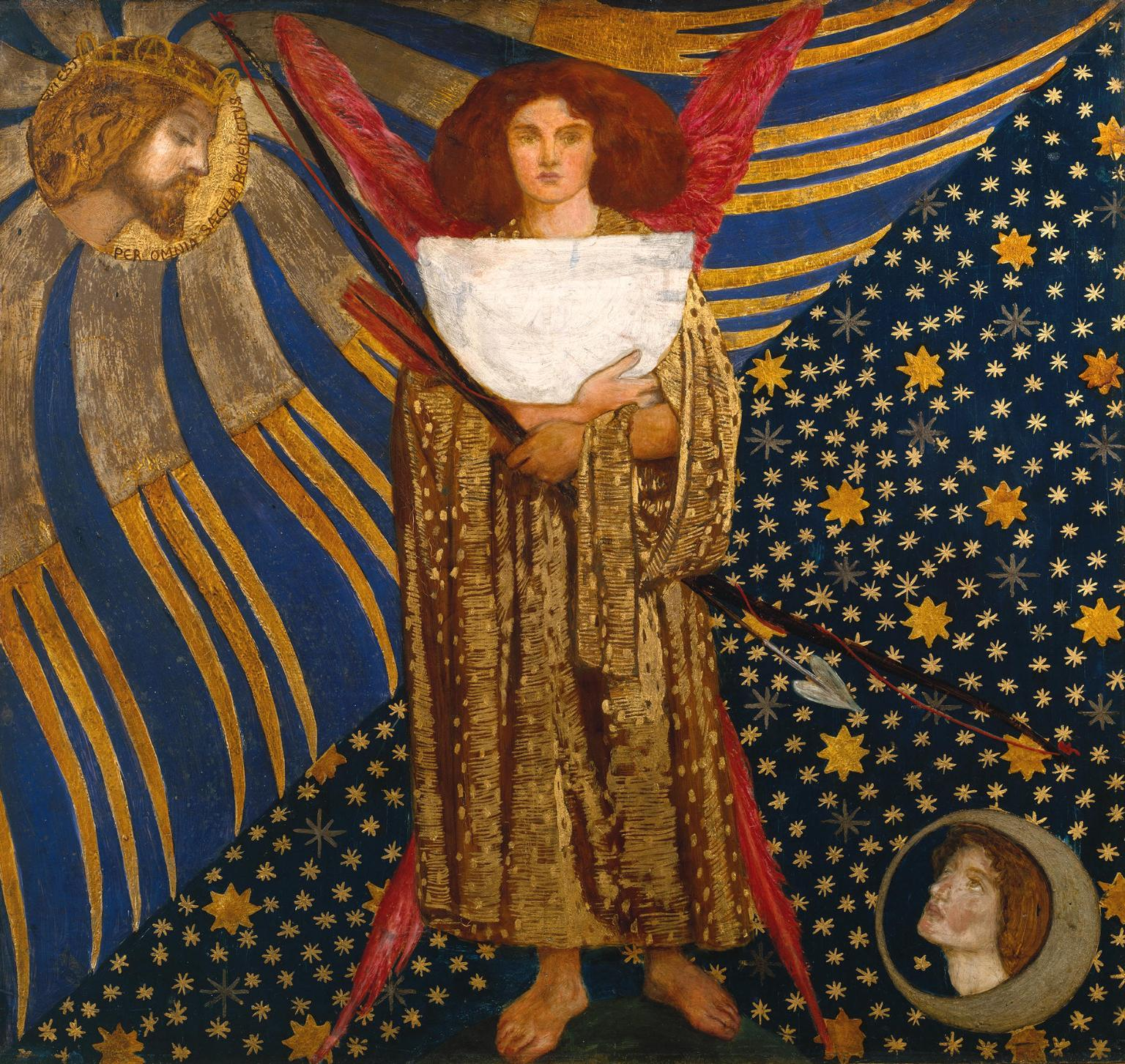
Dantis Amor, 1859–1860
Svatý grál, 1860
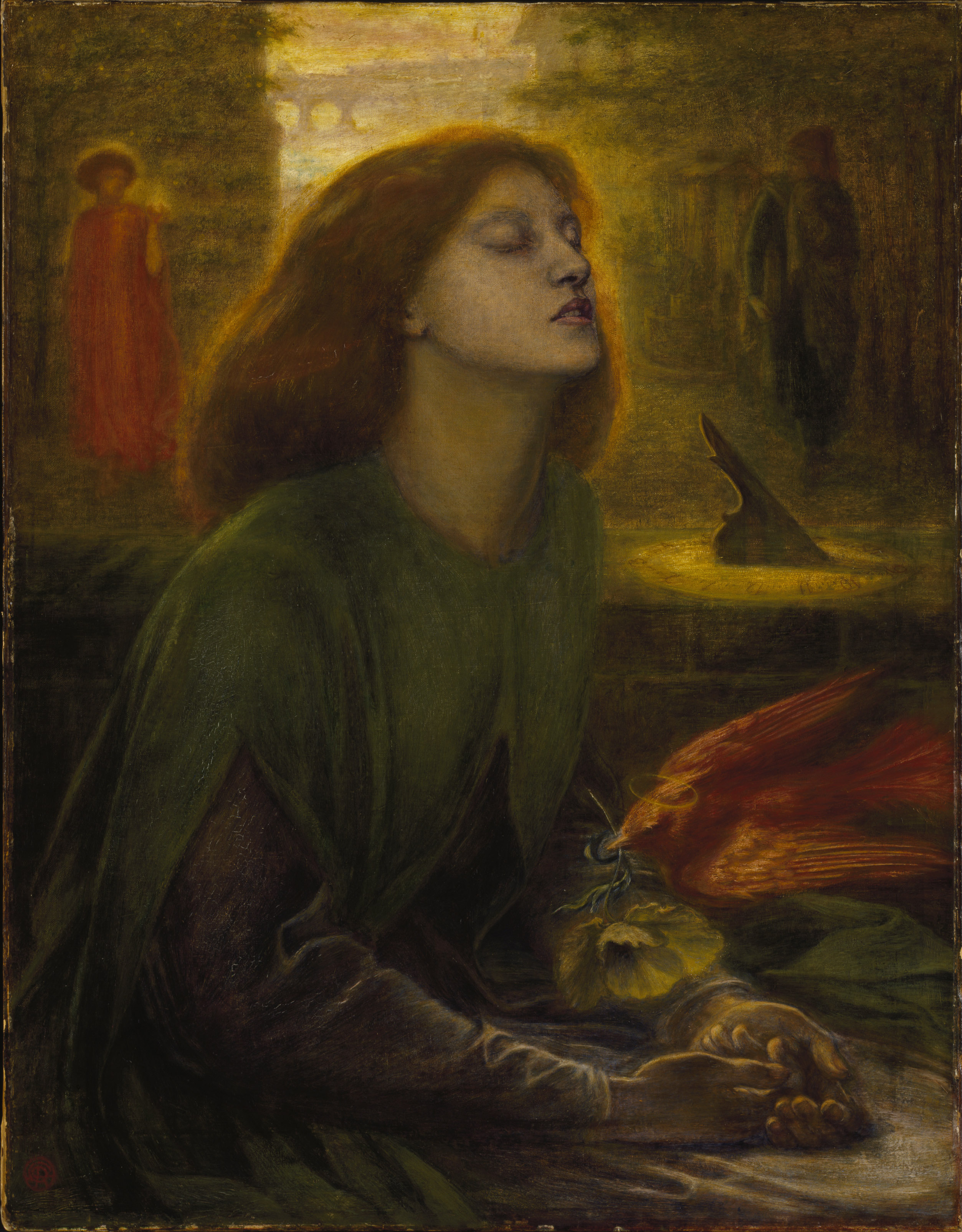
Beata Beatrix, 1864–1870
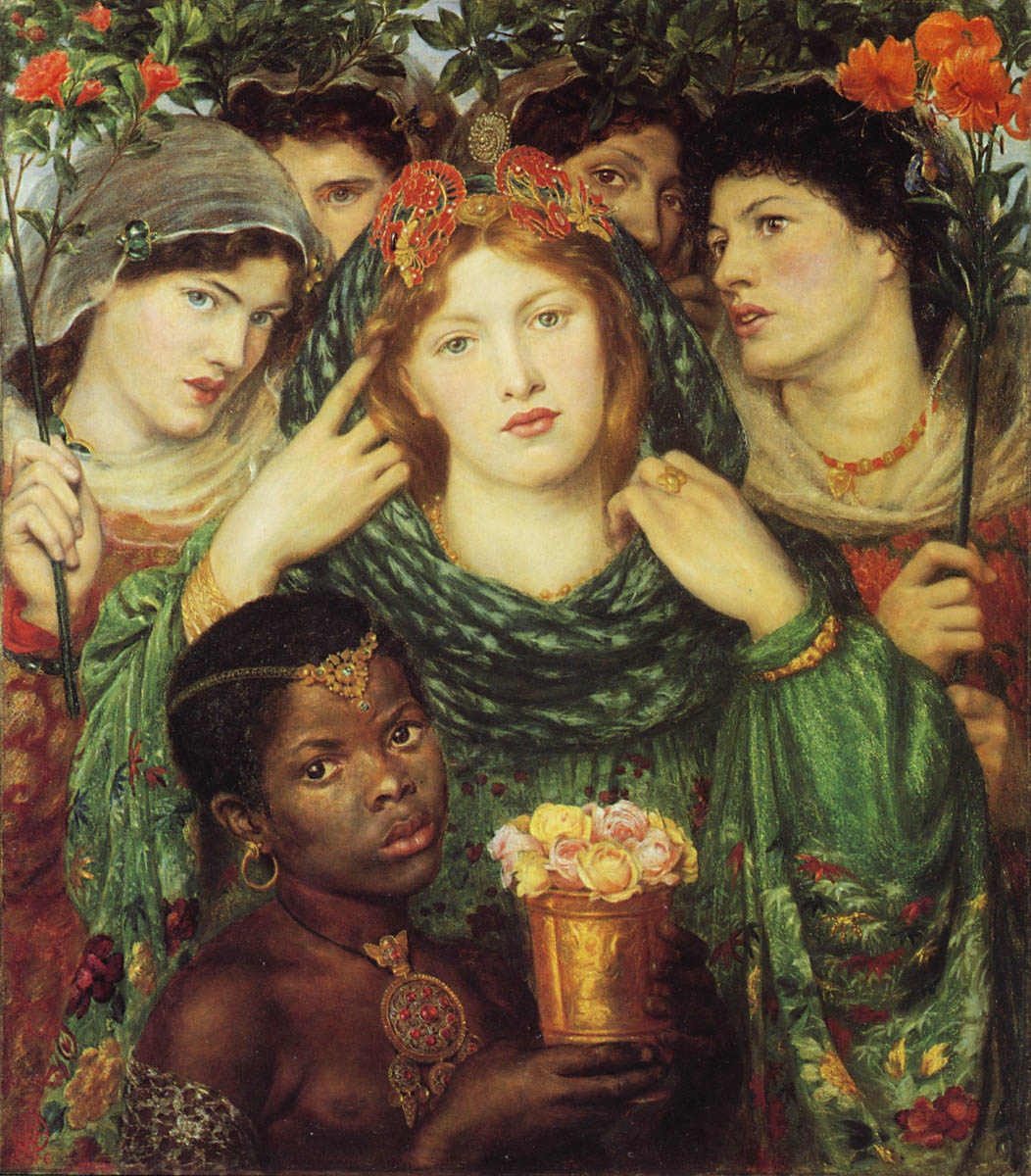
Zamilovaná (Nevěsta), 1865
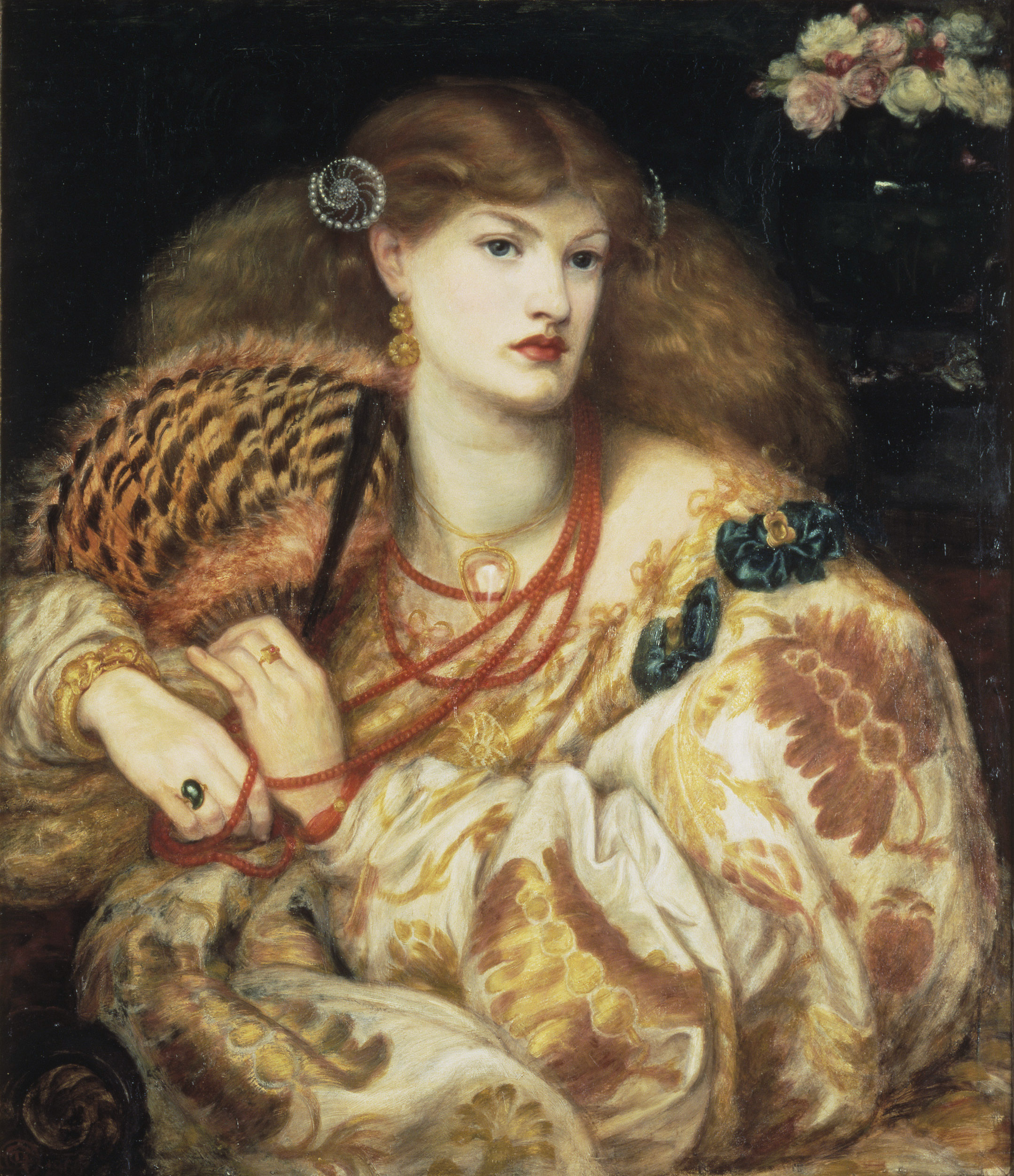
Monna Vanna, 1866
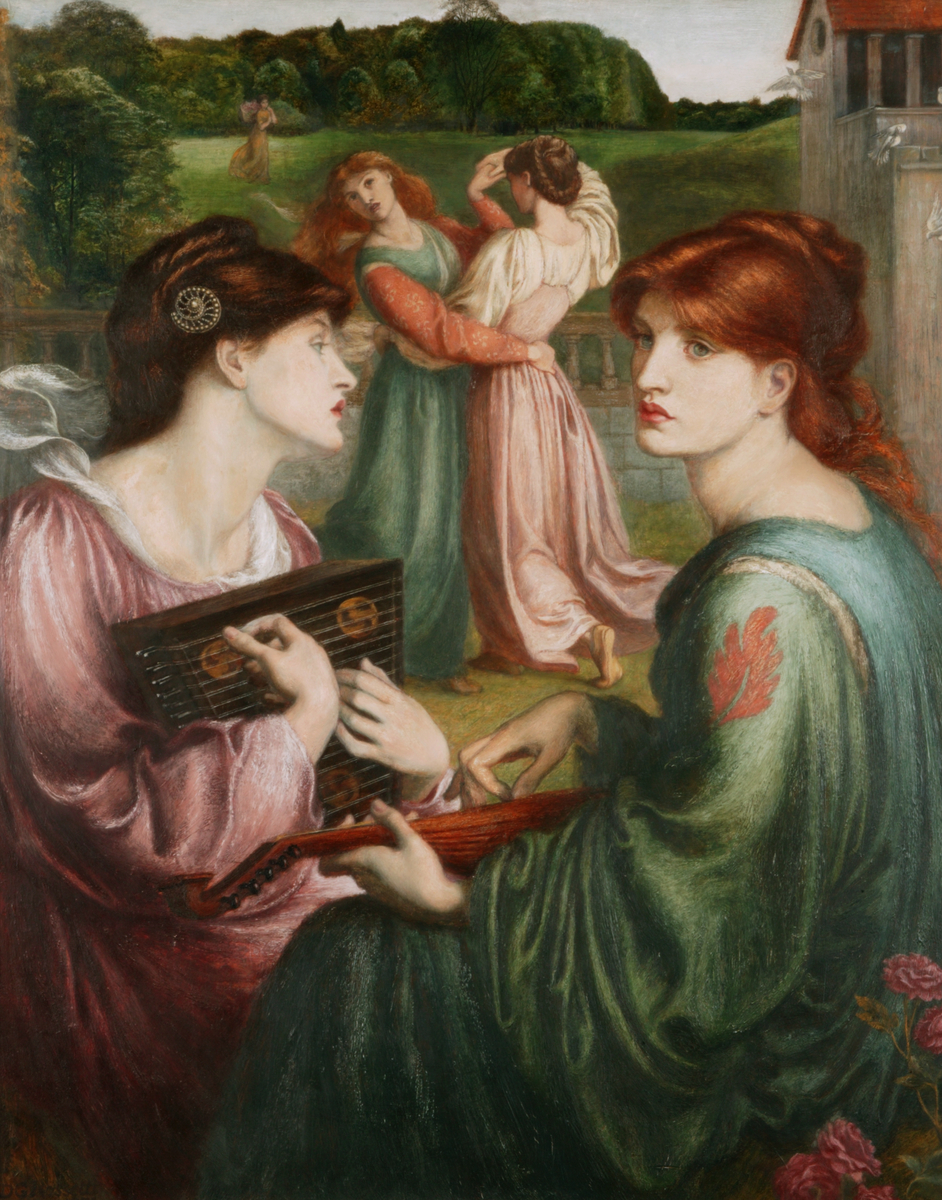
Zastíněná louka, 1872
Denní sen, 1872–1878
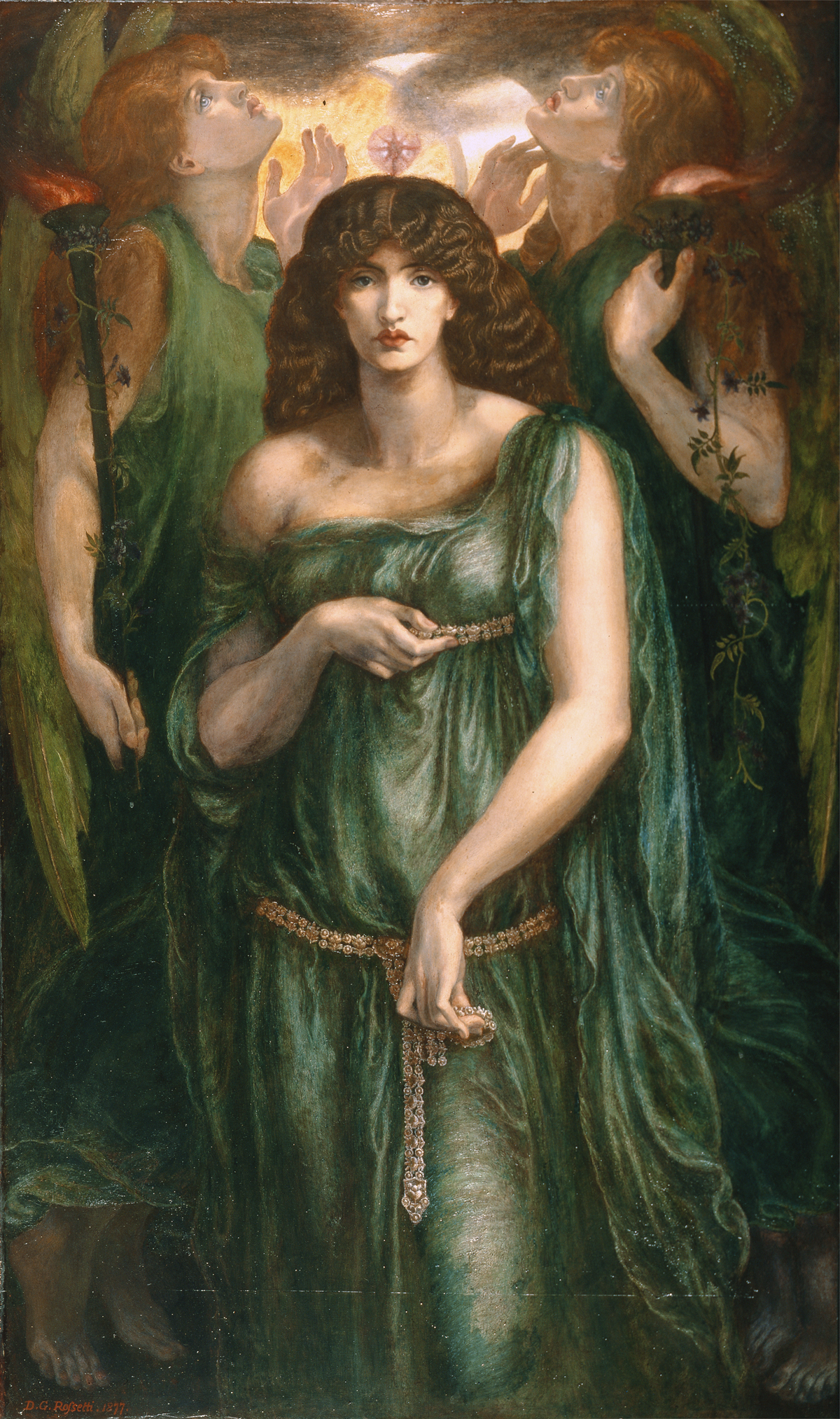
Astarte Syriaca, 1877